# Lasioglossum zachlorum
Lasioglossum zachlorum là một loài Hymenoptera trong họ Halictidae. Loài này được Cockerell mô tả khoa học năm 1929.